# Куневичене, Эльвира-Янина
Эльвира-Янина Куневичене (лит. Elvyra Janina Kunevičienė, урождённая Мисевичюте, Misevičiūtė; род. 9 декабря 1939, Казокай, Паневежский уезд, Литовская Республика) — литовский политический и государственный деятель. Министр финансов Литвы (1991—1992), депутат VI и VII Сейма Литовской Республики (1992—2000).

## Биография
Родилась 9 декабря 1939 года в деревне Казокай Паневежского уезда Литовской Республики в крестьянской семье.
Отец — Альфонсас Мисевичюс (Alfonsas Misevičius; 1899—?), мать — Аделе Мисевичене (Adelė Misevičienė; 1899—1977), старшая сестра — Эмилия (род. 1927). 22 мая 1948 года её семья была депортирована в лесопункт Кичибаш Новосёловского района Красноярского края в устье реки Кичибаш в 25 км от деревни Березовая. Лес сплавляли по реке Сисим к Енисею. Отец умер в изгнании.
В 1956 году окончила восьмилетнюю школу в Кичибаше. В 1960—1963 годах училась в Красноярском финансовом техникуме (ныне Красноярский финансово-экономический колледж, филиал Финансового университета при Правительстве Российской Федерации). В 1963—1967 годах училась в Ленинградском финансово-экономическом институте им. Н. А. Вознесенского. В 1975 году окончила аспирантуру Вильнюсского университета. В 1976 году в Ленинградском финансово-экономическом институте им. Н. А. Вознесенского защитила диссертацию на соискание степени кандидата экономических наук на тему «Совершенствование калькулирования себестоимости продукции в хлопчатобумажной промышленности (На примере предприятий ЛитССР)».
В 1957—1960 годах работала продавщицей в магазине в Кичибаше.
В 1967 году вернулась в Литовскую ССР, в 1967—1972 годах работала финансистом на Вильнюсском прядильно-ткацком комбинате «Аудеяс» (Audejas).
В 1975—1991 годах — преподаватель, доцент Института повышения квалификации специалистов народного хозяйства Литовской ССР.
В 2003—2017 годах — директор государственного учреждения «Kiekvieno sveikata».
Являлась одним из редакторов «Универсальной литовской энциклопедии».
Помимо родного литовского владеет русским языком.

## Политическая карьера
В 1988 году был учреждён Литовский союз политзаключенных и ссыльных (LPKTS), членом которого стала Куневичене.
После январских событий, 13 января 1991 года назначена министром финансов Литвы в правительстве под руководством премьер-министра Гедиминаса Вагнорюса. При этом правительстве была проведена денежная реформа. 21 июля 1992 года правительство ушло в отставку.
По результатам парламентских выборов 1992 года избрана депутатом VI Сейма Литовской Республики от Литовского союза политзаключенных и ссыльных в округе Шилуте-Шилале № 33. Являлась членом фракции политических заключённых и ссыльных, членом Комитета по бюджету и финансам.
В 1993 году основана партия «Союз Отечества», членом правления которой стала Куневичене.
По результатам парламентских выборов 1996 года избрана депутатом VII Сейма Литовской Республики от «Союза Отечества (Консерваторы Литвы)» в округе Лаздинай №9. В 1996—1999 годах — председатель Комитета по бюджету и финансам.
В 2000 году Вагнорюс вместе со своими сторонниками, среди которых была Куневичене, вышел из «Союза Отечества» и основал партию «Союз умеренных консерваторов». В 2004 году в результате слияния «Союза умеренных консерваторов» и «Лиги молодых литовских христианских демократов» (Lietuvos jaunųjų krikščionių demokratų lyga, лидер Йонас Жукас, Jonas Žukas) основана партия «Социальный союз христиан — консерваторов» (ССХК) под руководством Гедиминаса Вагнорюса, членом которой стала Куневичене. В 2010 году в результате слияния Социального союза христиан — консерваторов (ССХК) и парламентской фракции «Единая Литва» (лидер Лигитас Кярнагис) создана Христианская партия под руководством Гедиминаса Вагнорюса, членом которой стала Куневичене.

## Личная жизнь
Вдова. Муж — Эдмундас Куневичюс (Edmundas Kunevičius), кандидат экономических наук, доцент.